# 山岸一章
山岸 一章（やまぎし いっしょう、1923年（大正12年）5月13日 - 1995年（平成7年）9月17日）は、日本の作家、作詞家。

## 経歴
東京に生まれる。国鉄大井工場に勤務していた1950年11月10日朝より数日間、職場内の煙突に登って籠城し、同僚のレッドパージに対する抗議の意思を示す。このことがもとで山岸も職場を去ることになったが、籠城の最中に作詞した「民族独立行動隊の歌」は、その後うたごえ運動でよく歌われる曲となった。
『赤旗』の記者のかたわら小説を書き始め、1965年に発表した『黙秘』から、本格的な作家活動に入る。国鉄の反合理化闘争に題材を得た『赤い月が昇る』（1972年）、自らのレッドパージを題材にした『逆流わが面を洗え』（1975年）などの小説のほか、北爆開始直前のベトナムを取材した『ベトナム』（1966年）、全動労の結成を追った『鳴らせ自由の号笛』（1974年）、戦前の日本共産党の軍隊内での活動実態を追跡した『聳ゆるマスト』（1981年）、新潟の木崎村小作争議を調べた『発掘 木崎争議』（1987年）などのルポルタージュも発表した。『聳ゆるマスト』で多喜二・百合子賞を受賞した。長年、日本民主主義文学同盟の常任幹事を務めた。